# Премія Людвіга Бірмана
Премія Людвіга Бірмана (нім. Ludwig-Biermann-Förderpreis) — щорічна премія для молодих астрономів, присуджувана Німецьким астрономічним товариством. Премія названа на честь фізика Людвіга Бірмана і вперше була присуджена у 1989 році, через три роки після його смерті. Номінанти на премію мають бути віком до 35 років. Сума премії становить 2500 євро, і вона призначена для того, щоб лауреат здійснив один або кілька дослідницьких візитів до інститутів на свій вибір. Зазвичай присуджують одну премію на рік, але іноді присуджують дві премії.

## Лауреати
- 1989: Норберт Лангер[de], Геттінген
- 1990: Рейнхард Ганущик, Бохум
- 1992: Йоахім Пульс, Мюнхен
- 1993: Андреас Буркерт, Гархінг
- 1994: Крістоф В. Келлер, Тусон
- 1995: Карл Мангейм, Геттінген
- 1996: Єва Гребель, Вюрцбург, і Маттіас Бартельманн, Гархінг
- 1997: Ральф Напівоцкі, Бамберг
- 1998: Ральф Нойхойзер, Гархінг
- 1999: Маркус Кісслер-Патіг, Гархінг
- 2000: Хейно Фальке, Бонн
- 2001: Стефані Комосса, Garching
- 2002: Ральф Клессен, Потсдам
- 2003: Луїс Р. Беллот Рубіо, Фрайбург у Брайсгау
- 2004: Фальк Гервіг, Лос-Аламос
- 2005: Філіп Ріхтер, Бонн
- 2007: Хенрік Бойтер, Гайдельберг, і Ансгар Райнерс, Геттінген
- 2008: Андреас Кох, Лос-Анджелес
- 2009: Анна Фребель, Кембридж, і Соня Шу, Геттінген
- 2010: Меріам Моджаз, Берклі
- 2011: Торстен Ліскер, Гайдельберг
- 2012: Сесілія Сканнап'єко, Потсдам
- 2013: Френк Бігіель, Гайдельберг
- 2014: Стефан Гейєр, Garching
- 2015: Іван Мінчев, Потсдам
- 2016: Карін Лінд, Гайдельберг
- 2017: Дідерік Круйссен, Гайдельберг
- 2018: Else Starkenburg, Потсдам
- 2019: Едуардо Баньядос, Гайдельберг
- 2020: Паола Пінілла, Гайдельберг
- 2021: Фабіан Шнайдер, Гайдельберг
- 2022: Томас Зігерт, Вюрцбург
- 2023: Домініка Вилезалек, Гайдельберг
- 2024: Маттіас Клюге, Гархінг[4]